# Kościoły ucieczkowe
Kościoły ucieczkowe – kościoły ewangelickie położone na obszarach protestanckich (księstwo legnickie, Łużyce) w bezpośredniej bliskości obszarów zrekatolicyzowanego Śląska (pozostającego pod katolicką zwierzchnością Habsburgów). 
Po wojnie trzydziestoletniej (1618–1648) służyły one w XVII i XVIII wieku nie tylko lokalnej ludności wyznania ewangelickiego, ale także dodatkowym wiernym zza granicy, którzy na swoich terenach nie mieli swobody wyznaniowej. Określenie „kościoły ucieczkowe” odnosi się do tych kościołów, które wybudowano jeszcze przed zakończeniem wojny i podpisaniem pokoju westfalskiego. Kościoły, które wybudowano później, w celu zaspokojenia potrzeb zwiększającej się liczby pielgrzymujących ze Śląska protestantów, nazywane były kościołami granicznymi.
Kościołami ucieczkowymi były m.in.: stary kościół ewangelicki w Obornikach Śląskich, kościół w Nowej Wsi Grodziskiej, kościół parafialny pw. św. Jana Nepomucena położony w Pielgrzymce k. Złotoryi, kościół pw. bł. Szymona z Lipnicy w Starych Drzewcach k. Szlichtyngowej (a także w pobliskich: Trzęsowie, Gawronkach, Orsku, Kębłowie, Wąsoszu, Szlichtingowej i Wygnańczycach), w Kościelcu k. Legnicy.
Kościoły ucieczkowe przestały pełnić swoją rolę w latach 40. XVIII wieku, kiedy Dolny Śląsk został zajęty przez Prusy. W państwie pruskim panowała wolność wyznania, która umożliwiała śląskim protestantom odprawianie nabożeństw bez konieczności pielgrzymowania za granicę.

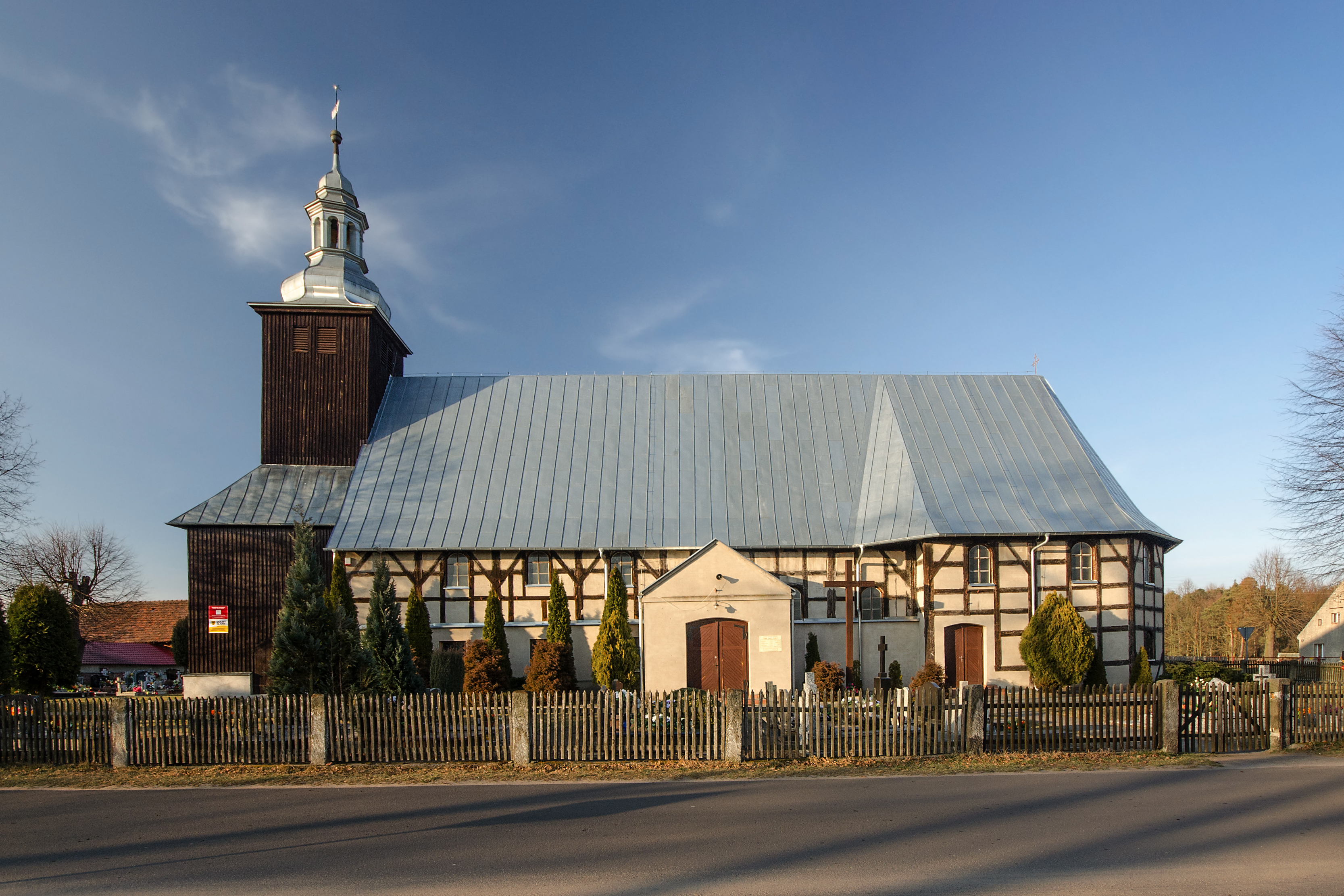
Kościół ucieczkowy w Pogorzeliskach
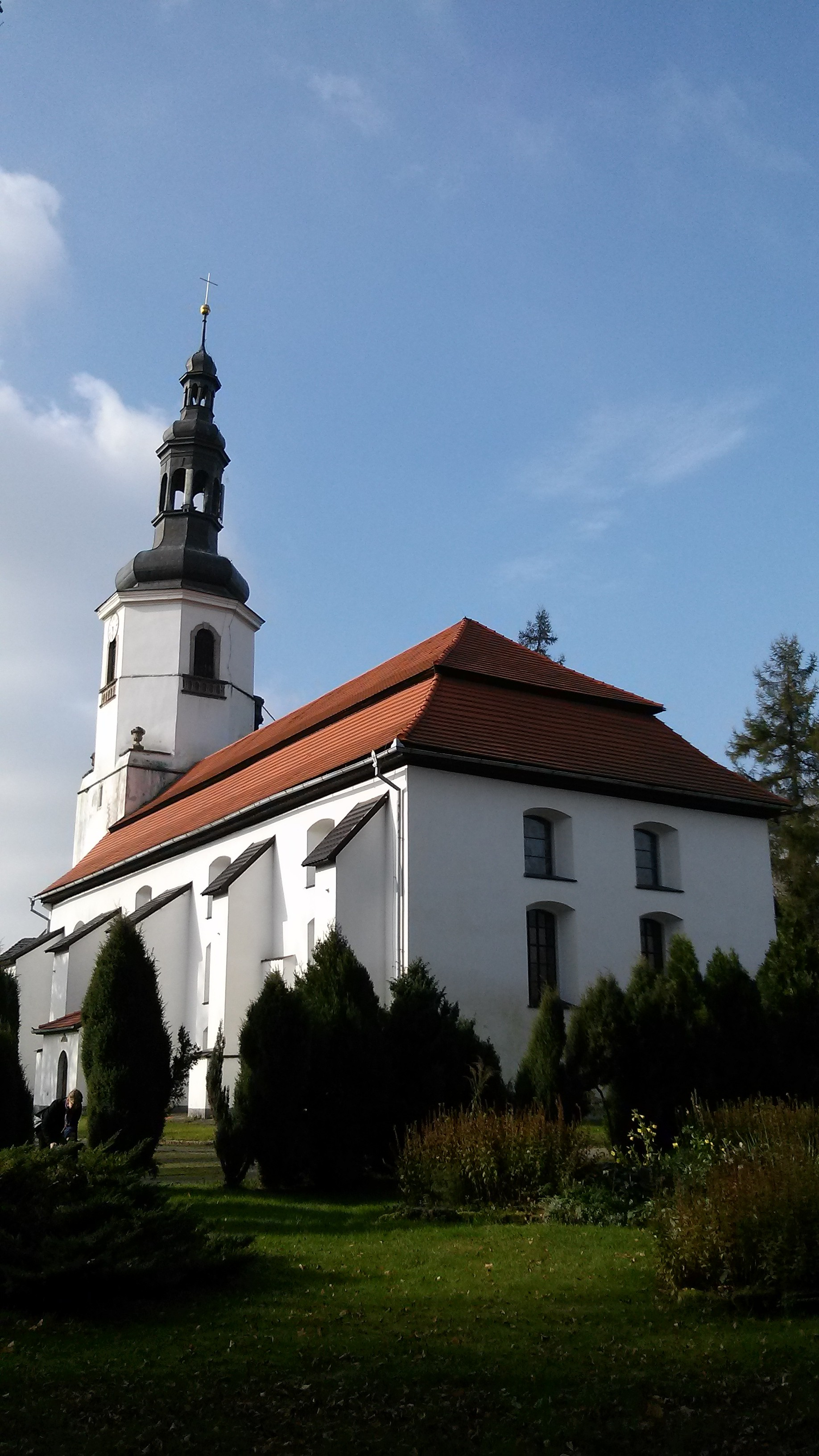
Kościół ucieczkowy w Pielgrzymce
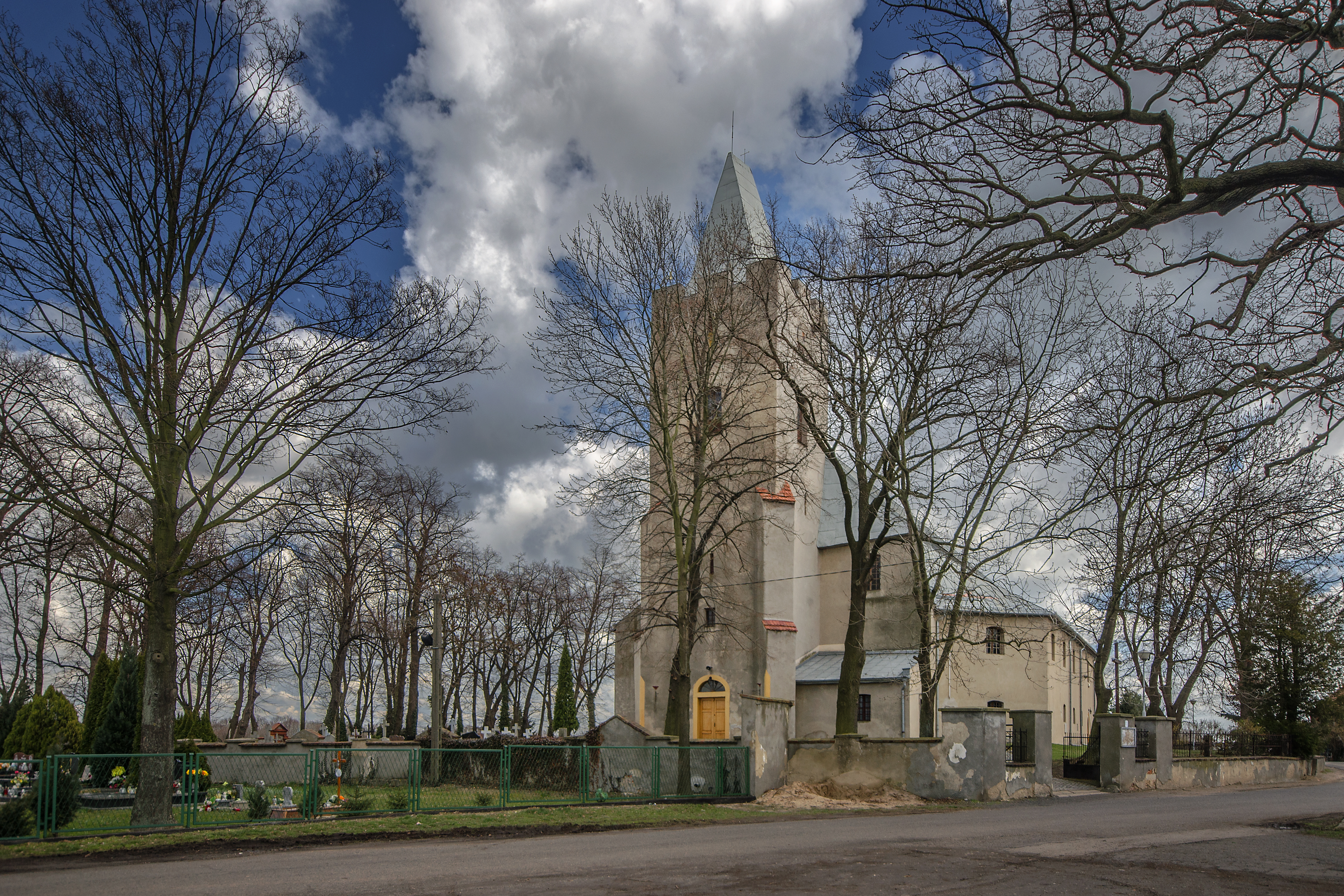
Kościół ucieczkowy w Kościelcu